# Leptotarsus (Longurio) tijucanus
Leptotarsus (Longurio) tijucanus is een tweevleugelige uit de familie langpootmuggen (Tipulidae). De soort komt voor in het Neotropisch gebied.